# Fliegergrab (Grünsfeld)

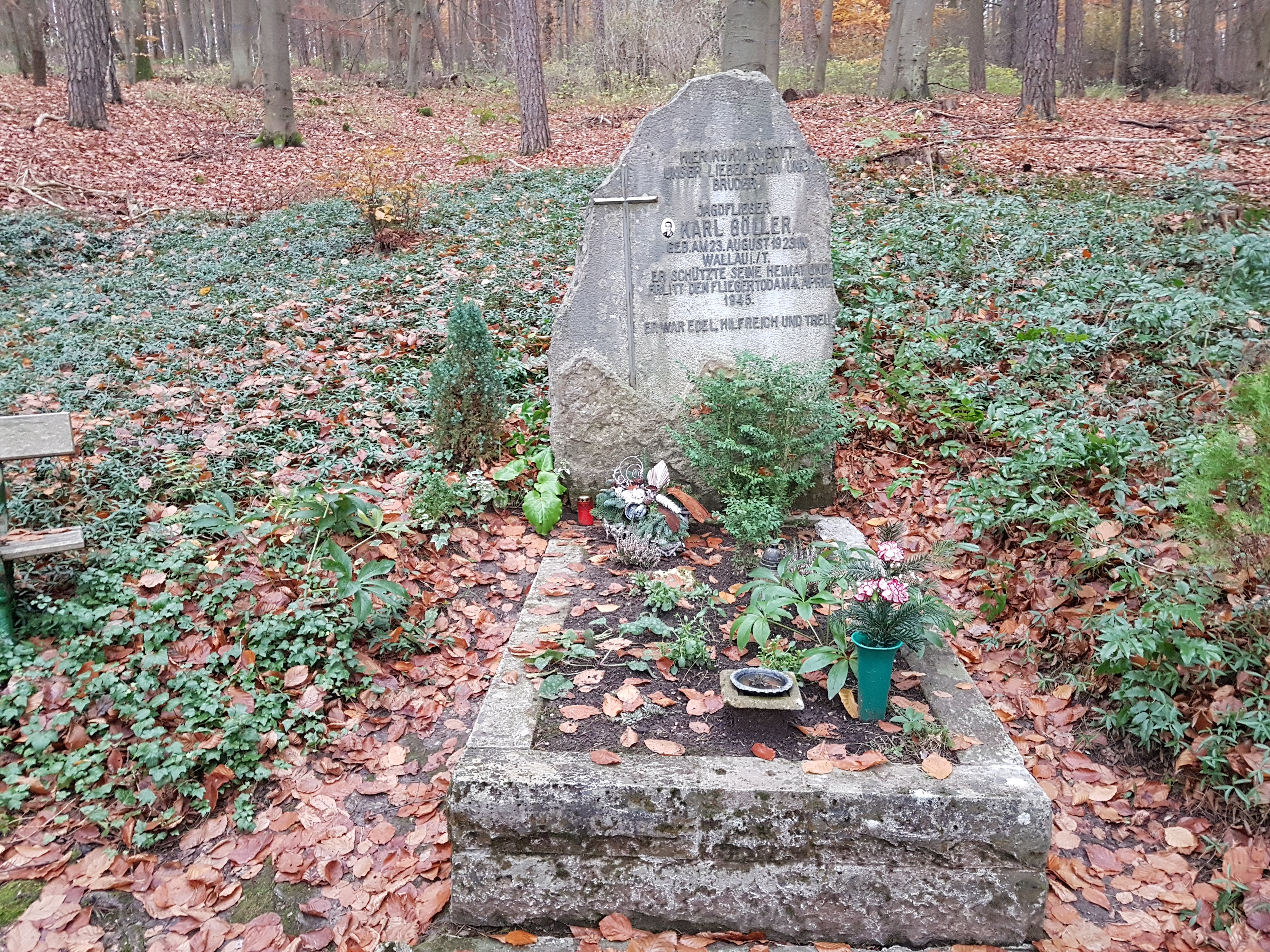
Das Fliegergrab zwischen Kützbrunn und Zimmern

Das Fliegergrab liegt auf dem Gebiet der Stadt Grünsfeld im Nordosten von Baden-Württemberg, zwischen den Ortsteilen Kützbrunn und Zimmern im Waldgebiet Vockenberg. Ein Hinweisschild „Fliegergrab“ an der K 2803 von Kützbrunn nach Zimmern zeigt den Weg zur Gedenkstätte, die ein geschütztes Kulturdenkmal der Stadt Grünsfeld ist.

## Geschichte
Der aus Wallau im Taunus stammende Jagdflieger Karl Göller stürzte kurz vor dem Ende des Zweiten Weltkriegs am 4. April 1945 mit seinem Jagdflugzeug im Waldgebiet „Vockenberg“ zwischen Kützbrunn und Zimmern ab, nachdem dieser mit seiner Maschine von der amerikanischen Luftabwehr bei Grünsfeld getroffen und abgeschossen wurde. Göller flog zuvor mit seinem Jagdflugzeug Messerschmidt ME109 einen Angriff auf die Amerikaner, als er von deren Flugabwehr getroffen wurde. Er versuchte noch vergeblich sich mit dem Fallschirm zu retten, indem er die Kanzel des Flugzeugs löste. Der Rettungsversuch blieb jedoch erfolglos, so dass Göller mit der Maschine abstürzte und dabei tödlich verunglückte.
Ein Augenzeuge des Absturzes stieß auf eine Suchanzeige des gefallenen Soldaten und suchte daraufhin den Kontakt mit der Familie des Piloten. Indizien wie die Flugroute und Absturzzeit ließen darauf schließen, dass es sich um den Jagdflieger Karl Göller handelte. Außerdem wurde an der Absturzstelle ein Ring des Piloten aufgefunden, was ihn eindeutig identifizierte. Nach erfolglosen Bergungsversuchen der Leiche entschied sich die Familie Göller, an der Absturzstelle ein Grab zu errichten, das heute auch als Gedenkstätte dient.

## Beschreibung
Auf dem Grabstein des Fliegergrabs steht folgender Text:
| Hier ruht in Gott unser lieber Sohn und Bruder Jagdflieger (Bild) Karl Göller geb. am 23. August 1923 in Wallau i./T. Er schützte seine Heimat und erlitt den Fliegertod am 4. April 1945. Er war edel, hilfreich und treu. |

## Trivia
An der Friedhofsmauer in Grünsfeld erinnert ein Grabstein an sechs weitere deutsche gefallene Soldaten aus verschiedenen Regionen, die Anfang April 1945 gegen Ende des Zweiten Weltkriegs bei Kämpfen im Gebiet der Stadt Grünsfeld ihr Leben verloren. Daneben befindet sich auf dem Friedhof auch ein Gedenkstein für rund 60 US-amerikanische Soldaten, die bei den Kriegsgeschehnissen in der Umgebung im April 1945 ihr Leben verloren.
Ein Mahnmal in Marbach bei Lauda-Königshofen erinnert an den Abschuss eines weiteren deutschen Kampffliegers. In diesem Fall überlebte der Pilot schwer verletzt und wurde anschließend in einem amerikanischen Lazarett von Ärzten behandelt.